# أولاد ج علي (المزارعة)
أولاد ج علي هو دُوَّار يقع بجماعة أولاد صباح، إقليم برشيد، جهة الدار البيضاء سطات في المملكة المغربية. ينتمي الدوّار لمشيخة المزارعة التي تضم 11 دوار. يقدر عدد سكانه بـ 232 نسمة حسب الإحصاء الرسمي للسكان والسكنى لسنة 2004.

## روابط خارجية
- البوابة الوطنية للجماعات الترابية
- المندوبية السامية للتخطيط